# Universidade Católica de Eichstätt-Ingolstadt

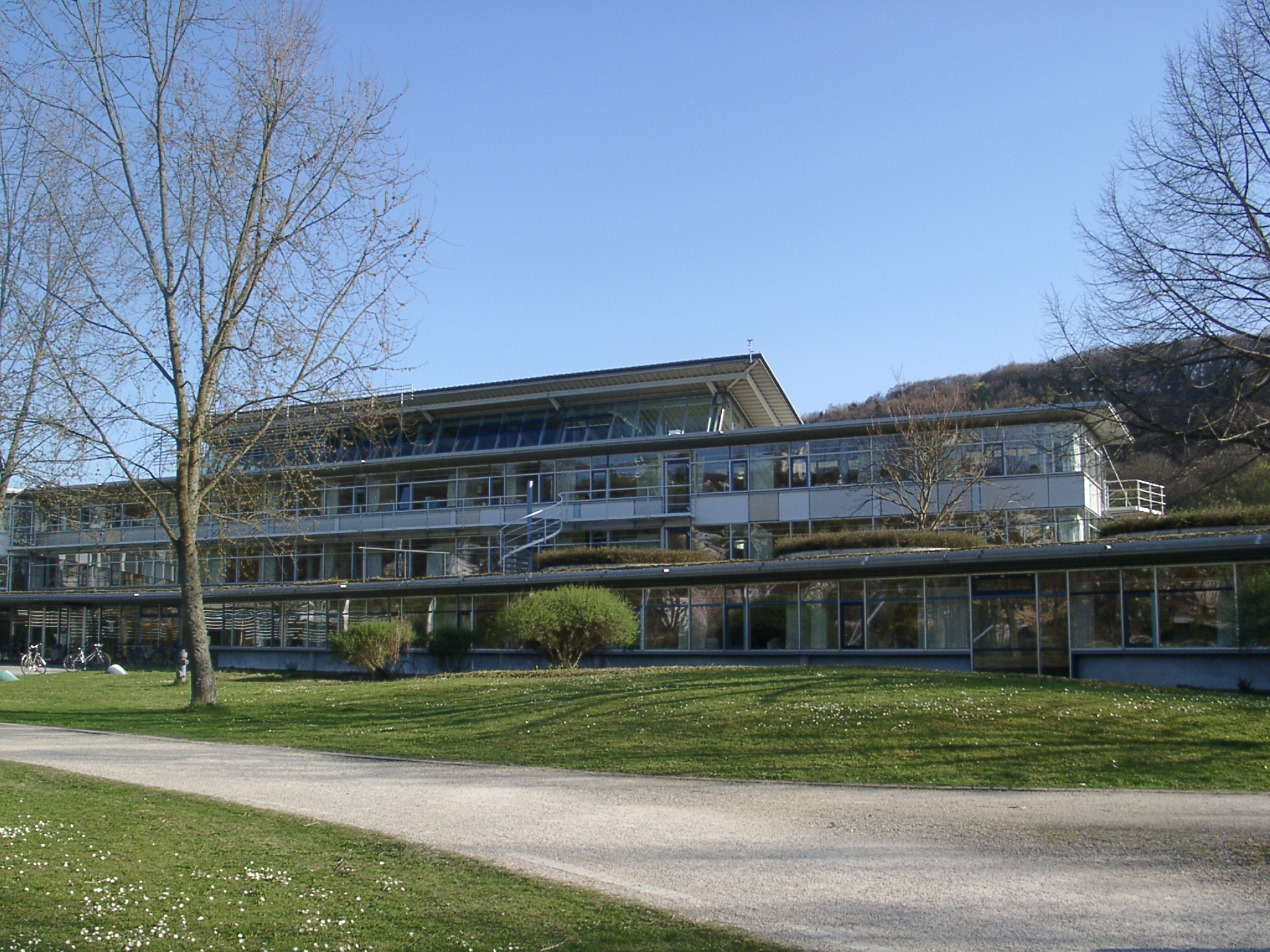
A biblioteca da Universidade, projetada por Günter Behnisch.

A Universidade Católica de Eichstätt-Ingolstadt ou de Eichstätt-Ingolstádio localiza-se em Eichstätt, na Baviera, Alemanha.